# Galéran V de Meulan
Galéran V ou Valéran V, né vers 1166 et mort en 1191 à Acre (Israël), est comte de Meulan, associé avec son père.

## Biographie
Il est le fils aîné de Robert II, comte de Meulan, et de Mathilde de Cornouailles (aussi appelée Maud de Dunstanville, fille de Réginald de Dunstanville et petite-fille du roi d'Angleterre Henri Ier Beauclerc).
En 1189, il épouse Marguerite de Fougères, fille de Raoul II de Fougères et veuve de Guillaume Bertran. Il meurt en 1191, au siège de Saint-Jean-d'Acre, pendant la troisième croisade, sous les ordres du roi Richard Cœur de Lion.